# Kreider-Reisner XC-31
Le Kreider-Reisner XC-31 est un prototype d'avion de transport militaire américain développé dans les années 1930.